# Chris Horner
Christopher Horner (Okinawa, Japón, 23 de octubre de 1971), más conocido como Chris Horner, es un ciclista estadounidense. Fue el ganador de la Vuelta a España 2013, lo cual logró a los 41 años de edad, convirtiéndose así en el corredor con más edad en ganar una Gran Vuelta.

## Biografía
Debido a que sus padres trabajaban para la armada de los Estados Unidos, Horner nació en la Prefectura de Okinawa (la más austral de Japón). No obstante, su familia procede de Bend, en el estado de Oregón, y donde también reside el ciclista.
Tras destacar en su país debutó en Europa en el equipo francés de la Française des Jeux. Después de tres temporadas en este equipo (1997-1999), volvió a sus país a las filas del conjunto Mercury (2000-2001), después pasó por los equipos Prime Alliance (2002), Saturn (2003) y Webcorn Builder (2004).
Después, fichó por el equipo Saunier Duval para la temporada 2005. Ese año ganó la sexta etapa de la Vuelta a Suiza. Ese año participó por primera vez en el Tour de Francia. En la etapa Miramas-Montpellier, estuvo cerca de la victoria cuando él y Sylvain Chavanel fueron cogidos por el pelotón cerca de la meta.
Chris Horner fichó por el Lotto donde corrió el año 2006 y 2007. En 2007 ganó la segunda etapa del Tour de Romandía. En 2008 fichó por el equipo Astana.
En la temporada 2010 se marchó al Team RadioShack, logrando un meritorio 10.º puesto en el Tour de Francia, por delante de sus teóricos jefes de filas Lance Armstrong, Levi Leipheimer y Andreas Klöden, que más adelante sería un 9.º puesto debido a la descalificación del vencedor, Alberto Contador.
Pese a sus 39 años, en la temporada 2011 hizo una gran actuación con su segunda posición en la Vuelta al País Vasco y la victoria en el Tour de California.
En el año 2012, consiguió una meritoria duodécima plaza en el Tour de Francia.
Y en 2013 llegó su confirmación con casi 42 años. Empezó la temporada con un sexto puesto en la Tirreno-Adriático, y un abandono en la Volta a Cataluña. Después una lesión de rodilla lo dejaría casi cinco meses fuera de competencia, reapareciendo en el Tour de Utah en donde ganaría una etapa, y se quedaría con el segundo puesto de la clasificación general, quedando por detrás de su compatriota Tom Danielson.
Pero su mayor logro fue la Vuelta a España. Su actuación fue magistral, ganando en el Mirador de Lobeira y en el Alto de Hazallanas, y luchando hasta el final con Vincenzo Nibali, Alejandro Valverde y Joaquim Rodríguez por el jersey rojo de vencedor. En la penúltima etapa con final en el Alto del Angliru, Horner sostenía 3" de ventaja sobre Nibali, y se confirmó como el vencedor virtual de la Vuelta tras un gran ataque pese a terminar segundo en la etapa. Al día siguiente subió a lo más alto del podio en la mayor victoria de su carrera.
De todas formas, el triunfo no le sirvió para continuar su vinculación con el equipo Trek Factory Racing (nueva denominación del RadioShack Leopard), ya que el nuevo Trek se enfocaría en ciclistas más jóvenes, explicó su mánager Luca Guercilena y Horner no sería tenido en cuenta en 2014. Luego de meses de espera e incertidumbre, recién a finales de enero se confirmó su fichaje por el equipo italiano Lampre-Merida con el objetivo de ser jefe de filas, tanto en el Giro de Italia, como en la Vuelta a España para defender su n.º 1 de 2013.
Tras su paso por un par de equipos muy modestos, se retiró finalmente en 2016.

## Palmarés
1996
- Lancaster Classic
- 1 etapa del Tour DuPont
- 3.º en el Campeonato de Estados Unidos en Ruta

2000
- Tour de Langkawi

2003
- Tour de Georgia
- Gran Premio de San Francisco

2005
- 1 etapa de la Vuelta a Suiza
- 3.º en el Campeonato de Estados Unidos en Ruta

2006
- 1 etapa del Tour de Romandía

2010
- Vuelta al País Vasco, más 1 etapa

2011
- Tour de California, más 1 etapa

2013
- 1 etapa del Tour de Utah
- Vuelta a España , más 2 etapas y la clasificación de la combinada

## Resultados en Grandes Vueltas y Campeonatos del Mundo
Durante su carrera deportiva consiguió los siguientes puestos en las Grandes Vueltas y en los Campeonatos del Mundo en carretera:
| Carrera              | Carrera              | 1996 | 1997 | 1998 | 1999 | 2000 | 2001 | 2002 | 2003 | 2004 | 2005 | 2006 | 2007 | 2008 | 2009 | 2010 | 2011 | 2012 | 2013 | 2014 | 2015 | 2016 |
| -------------------- | -------------------- | ---- | ---- | ---- | ---- | ---- | ---- | ---- | ---- | ---- | ---- | ---- | ---- | ---- | ---- | ---- | ---- | ---- | ---- | ---- | ---- | ---- |
|                      | Giro de Italia       | —    | —    | —    | —    | —    | —    | —    | —    | —    | —    | —    | —    | —    | Ab.  | —    | —    | —    | —    | —    | —    | —    |
|                      | Tour de Francia      | —    | —    | —    | —    | —    | —    | —    | —    | —    | 33.º | 63.º | 15.º | —    | —    | 9.º  | Ab.  | 13.º | —    | 17.º | —    | —    |
|                      | Vuelta a España      | —    | —    | —    | —    | —    | —    | —    | —    | —    | —    | 20.º | 36.º | —    | Ab.  | —    | —    | —    | 1.º  | —    | —    | —    |
| Mundial en Ruta      | Mundial en Ruta      | Ab.  | 28.º | Ab.  | Ab.  | —    | —    | Ab.  | 76.º | 8.º  | —    | 47.º | —    | —    | —    | —    | —    | Ab.  | Ab.  | —    | —    | —    |
| Mundial Contrarreloj | Mundial Contrarreloj | —    | —    | —    | —    | —    | —    | 37.º | —    | —    | —    | —    | —    | —    | —    | —    | —    | —    | —    | —    | —    | —    |

—: no participa

Ab.: abandono

## Equipos
- NutraFig (1995-1996)
  - NutraFig (1995)
  - NutraFig-Colorado Cyclist (1996)
- Française des Jeux (1997-1999)
  - La Française des Jeux (1997-1998)
  - Française des Jeux (1999)
- Mercury (2000-2001)
  - Mercury Cycling Team-Mannheim Auctions (2000)
  - Mercury-Viatel (2001)[4]
- Prime Alliance Cycling Team (2001[5] -2002)
- Saturn Cycling Team (2003)
- Webcor Cycling Team (2004)[6]
- Saunier Duval-Prodir (2004[7] -2005)
- Lotto (2006-2007)
  - Davitamon-Lotto (2006)
  - Predictor-Lotto (2007)
- Astana (2008-2009)
- Team RadioShack (2010-2011)
- RadioShack (2012-2013)
  - RadioShack-Nissan (2012)
  - RadioShack Leopard (2013)
- Lampre-Merida (2014)
- Airgas-Safeway Cycling (2015)
- Lupus Racing Team (2016)
- Team Illuminate (2018[8] -2019)